# Catch Up (band)
Catch Up is een melodieuze popband uit Bergen op Zoom.

## Geschiedenis
De band is opgericht in februari 1986.
Na jarenlang afwisselend eigen werk en covers te hebben gespeeld nam de band in 1990 in eigen beheer de vinylsingle "De Geldautomaat" op. Nadat deze veelvuldig op Radio 3 gedraaid werd, met name in het radioprogramma De Avondspits, kreeg de band een platencontract van 1,5 jaar bij Dureco te Weesp.
In januari 1991 heeft de band een cd opgenomen onder de naam "Catch Up". Van dit album zijn 1000 stuks gemaakt.
Deze cd is geproduceerd door Sytze Gardenier en Catch Up.
Nadat de band in 1991 een succesvol jaar heeft beleefd, bleek toch dat de artistieke inbreng van Jan Verswijveren
gemist werd.
Verswijveren die na zijn studie de draad weer oppakte en zich weer bij de band voegde nam zijn oude rol weer op zich.
Debby Zimmermann, Chris Smit en Frank Dries verlieten de groep en de basgitaarpartijen werden overgenomen op toetsen door Anton Nuijten.
In de laatste jaren tot 1995 heeft de band nog diverse Nederlandstalige nummers geschreven en opgenomen maar nooit uitgebracht.
Op een gegeven moment was de inspiratie over en besloot de band uit elkaar te gaan.
In het jaar 2000 is er nog een reünie- optreden geweest in de originele bezetting.
Sinds mei 2013 is de band weer bij elkaar en wordt er gewerkt aan nieuw eigen repertoire.
Het laatste optreden van de band heeft plaatsgevonden op 27 april 2024 bij Fort Sabina in Willemstad.
De band is niet meer actief sinds juli 2024.

## Bezetting
De eerste line up bestond tot 1991 uit:
- Jan Verswijveren - zang, tekstschrijver
- Anton Nuijten - toetsen/achtergrondstemmen
- Jan van Bodengraven - basgitaar
- Niek Nuijten - slag/sologitaar/achtergrondstemmen
- Rene Winkel - drums/percussie

De tweede line up bestond van 1991 tot 1992 uit:
- Debby  Zimmermann - zang
- Chris Smit - zang
- Anton Nuijten - toetsen/achtergrondstemmen
- Frank Dries - basgitaar
- Niek Nuijten - slag/sologitaar/achtergrondstemmen
- Rene Winkel - drums/percussie

Vanaf  december 2015 is de band uitgebreid met bassiste Esther Plompen,
De derde line up bestaat uit:
- Anton Nuijten - toetsen/achtergrondstemmen
- Esther Plompen - basgitaar
- Jan Verswijveren - zang/tekstschrijver
- Niek Nuijten - slag/sologitaar/achtergrondstemmen
- Rene Winkel - drums/percussie

## Discografie

### Albums
| Album met eventuele hitnotering(en) in de Nederlandse Album Top 100 | Datum van verschijnen | Datum van binnenkomst | Hoogste positie | Aantal weken | Opmerkingen |
| ------------------------------------------------------------------- | --------------------- | --------------------- | --------------- | ------------ | ----------- |
| Catch Up                                                            | 1991                  | -                     |                 |              |             |

### Singles
| Single met eventuele hitnotering(en) in de Nederlandse Top 40 | Datum van verschijnen | Datum van binnenkomst | Hoogste positie | Aantal weken | Opmerkingen |
| ------------------------------------------------------------- | --------------------- | --------------------- | --------------- | ------------ | ----------- |
| De Geldautomaat                                               | 1990                  | -                     |                 |              |             |
| Eenzaam                                                       | 1991                  | -                     |                 |              |             |